# Andrew Gilbert-Scott
 (juin 2013).
Si vous disposez d'ouvrages ou d'articles de référence ou si vous connaissez des sites web de qualité traitant du thème abordé ici, merci de compléter l'article en donnant les références utiles à sa vérifiabilité et en les liant à la section « Notes et références ».
Pas d'image ? Cliquez ici
Andrew Gilbert-Scott est un ancien pilote automobile britannique, né le 11 juin 1958, à Cookham Dean.

## Biographie
Andrew Gilbert-Scott commence sa carrière en 1980 dans le championnat britannique de Formule Ford. En 1983, il devient pilote officiel Lola Cars et remporte les deux championnats (RAC et Townsend) et le Formule Ford Festival.
En 1984, il dispute le championnat britannique de Formule 3 sur une Ralt-Volkswagen du Murray Taylor Racing. Il obtient une pole position et trois podiums et termine huitième. En fin d'année, il termine septième du Grand Prix de Macao de Formule 3. Sa saison 1985 est moins probante avec un seul podium et une onzième place au championnat. En 1986, il est engagé par l'écurie tenante du titre de Formule 3000, BS Automotive, sans succès.
En 1987, il s'exile au Japon et dispute une manche du championnat du Japon de Formule 3 et à deux manches dans le championnat prototype. En 1988, il termine sixième du championnat de Formule 3. En 1989, il cumule championnats international, britannique et japonais de Formule 3000 et termine vice-champion de Grande-Bretagne avec trois victoires. Il termine quatrième des 24 Heures du Mans sur une Jaguar XJR-9 partagée avec Jan Lammers et Patrick Tambay. Il participe également à quelques épreuves du championnat du monde des voitures de sport, sur une Nissan R89C partagée avec Julian Bailey. 
En 1990, il dispute le championnat international de Formule 3000 pour Leyton House Racing et ne termine que deux courses avant d'être remplacé par Paul Warwick. L'année suivante, il ne s'engage que sur deux manches (une seule qualification) pour le compte de Ralt.
En 1992, il retourne au Japon, obtient un podium et termine neuvième du championnat. L'année suivante, avec la même écurie, il monte de deux places dans la hiérarchie. Il reste fidèle à Stellar International pour 1994 et termine vice-champion, à 3 points de Marco Apicella, avec trois victoires et quatre pole positions. En 1995, il termine septième du championnat avec une victoire.
À partir de 1996, le succès le fuit (treizième en 1996, trois manches seulement en 1997). Il passe alors à la catégorie tourisme avec le Team GTC pour sa dernière saison en tant que pilote professionnel. Il fait quelques exhibitions de démonstration de Formule 1 pour Jordan Grand Prix.